# 巨匠 (お笑いコンビ)
巨匠（きょしょう）は、かつてプロダクション人力舎で活動していたお笑いコンビ。2016年1月25日解散。

## メンバー
岡野 陽一（おかの よういち、1981年11月29日 - ）（43歳）
- 主にボケ担当。
- 2016年の巨匠の解散後は、ピン芸人として活動[1]。コンビ名を頭に付け元・巨匠岡野と呼称されることも多い。

本田 和之（ほんだ かずゆき、1987年12月8日 - ）（37歳）
- 主にツッコミ担当。
- 東京都出身。東京都立墨田工業高等学校卒。
- 身長162.5cm、85kg。
- 高校2年生の時にラグビーの都大会でベスト8に進出した事がある[2]。ラグビーで東京都選抜に選ばれたことがある[3]。
- 小道具作り担当[4]。
- 2016年の巨匠の解散後は芸人を引退した[1]。
- 芸人引退後はネギ専門店で働いていたが、現在はゲーム実況系YouTuberとして活動している[5]。
- ゲーム実況者の牛沢は、中学校時代の同級生にあたる。

## 略歴
共にスクールJCA17期生で、2008年に結成。コンビ名には岡野が呼ばれたい名前を採用した。
2012年12月より、巨匠・リニア（旧S×L）・ザンゼンジ・ワルステルダム・ドリーマーズ・ピテカントロプスの6組で「ギャンブル6」というユニットライブを開催していた。
2014年に第1回NHK新人お笑い大賞にて準優勝し、同年より2年連続でキングオブコントの決勝へと進出する。また、岡野は2014年から「亀井順」の名前でピテカントロプス中村と立ち上げたコントユニット「劇団ハッピーヒューマン」としても活動。
2016年1月25日、本田の芸能界引退に伴い解散。

## 芸風
主にコントを行い、奇想天外な発想を特徴とする。持ちネタには「おじさんを作るおじさん」「万物の祖」「ひょうたん」「日本の教育」「ごめんね」「回転寿司」などがあった。岡野がおじさん、本田が少年に扮した設定のネタが多かった。なお、コントと並行して漫才も行っていた時期があった。

## 賞レース戦績

### キングオブコント
- 2009年 2回戦進出
- 2010年 2回戦進出
- 2011年 3回戦進出
- 2012年 準決勝進出
- 2013年 準決勝進出
- 2014年 決勝初戦敗退
- 2015年 決勝7位

### その他
- 2009年 M-1グランプリ 2回戦進出
- 2010年 M-1グランプリ 1回戦敗退
- 2013年 第4回お笑いハーベスト大賞 本戦（準決勝）進出
- 2014年 第1回NHK新人お笑い大賞 準優勝

## 出演

### テレビ
- オンバト+（NHK総合）戦績1勝5敗 最高485KB
- あらびき団（TBSテレビ、2011年7月12日）
- 情報満喫バラエティ 週末にしたい10のこと!（日本テレビ、2011年10月15日・22日）
- 白黒アンジャッシュ（千葉テレビ）
- イチオシ大予想TV「馬キュン!」（BSフジ、2013年9月7日 - ）※岡野のみ、準レギュラー
- バイキング（フジテレビ、2014年10月10日）
- オサレもん（フジテレビ、2014年10月14日）
- くりぃむナンチャラ（テレビ朝日、2014年11月22日）
- 前略、西東さん（中京テレビ、2014年11月29日）
- クレイジージャーニー（TBSテレビ、2015年4月23日）
  - 「タダ飯ジャーニー〜インド編〜」のコーナーにレギュラー出演する前提でロケを行ったが、2015年4月25日に起きたネパール地震を受け、1回目を放送しただけでお蔵入りとなった。
- ゴッドタン（テレビ東京、2015年3月21日）
- 華丸大吉のTHEツボネタ（日本テレビ、2015年5月17日）

### ラジオ
- マイナビ Laughter Night（TBSラジオ、2015年10月24日）※2015年10月度チャンピオン

### WEB
- キングオブコント2014決勝進出！【24秒間テレビ】お笑いネタ選手権！24時間テレビに出たい巨匠編（2200年TV）

## ライブ
- 人力舎ライブ「Spark」
- バカ爆走!（毎月1日から6日 ミニホール新宿Fu-）
- どっきん（事務所ライブ、新宿バティオス）
- BOMB!!
- スタートダッシュ!
- JCAアンダー・ザ・ブリッジ

ほか

### 単独公演
- ロマンチック（2012年7月22日、新宿シアター・ミラクル）
- まだ見ぬ息子たちへ（2015年2月20日 - 21日、ザムザ阿佐谷）

## 作品集

### DVD
- 巨匠ベストコント集「よういち＆かず」（2015年5月27日発売、コンテンツリーグ）